# Cass Lake
Cass Lake é uma cidade localizada no estado americano de Minnesota, no Condado de Cass.

## Demografia
Segundo o censo americano de 2000, a sua população era de 860 habitantes.
Em 2006, foi estimada uma população de 832, um decréscimo de 28 (-3.3%).

## Geografia
De acordo com o United States Census Bureau tem uma área de
3,0 km², dos quais 3,0 km² cobertos por terra e 0,0 km² cobertos por água. Cass Lake localiza-se a aproximadamente 406 m acima do nível do mar.

## Localidades na vizinhança
O diagrama seguinte representa as localidades num raio de 32 km ao redor de Cass Lake.